# Ричард Смоли
Ричард Ерет Смоли (на английски: Richard Errett Smalley) е американски химик и физик, лауреат на Нобелова награда за химия от 1996 г. заедно с Робърт Кърл и Харолд Крото за откриването на бъкминстърфулерена.

## Ранен живот и образование
Смоли е роден на 6 юни 1943 г. в Акрън, Охайо. Той е най-малкото от четирите деца на Франк Дъдли Смоли и Естер Вирджиния Роудс. Израства в Канзас Сити, Мисури. Леля му, Сара Джейн Роудс, е химичка и го запалва по химията в лабораторията си. Именно тя го поощрява да се запише в колежа Хоуп, който разполага с добри химически курсове.
След две години в колежа, Смоли се записва в Мичиганския университет, където получава бакалавърска степен по науки през 1965 г. Докато учи, той работи в промишлеността. През 1973 г. завършва докторантура в Принстънския университет, а след това извършва постдокторантска работа в Чикагския университет в периода 1973 – 1976 г., където работи по разработването на свръхзвуковата лазерна спектроскопия.

## Научна дейност
През 1976 г. Смоли се присъединява към университета Райс. Той спомага за основаването на Квантовия институт Райс през 1979 г. и служи като негов председател в периода 1986 – 1996 г. През 1990 г. става професор и в департамента по физика, а през същата година допринася за основаването на Центъра за нано науки и технологии. През 1996 г. е назначен за негов директор. През 1990 г. е избран за член на Националната академия на науките на САЩ, а през 1991 г. е избран и за член на Американската академия на изкуствата и науките.
Изследванията на Смоли в областта на физикохимията засягат образуването на неорганични и полупроводникови клъстери чрез пулсиращи молекулярни лъчи и масспектрометрия. Робърт Кърл го запознава с Харолд Крото, който иска да изследва състава на червените гиганти с апаратурата на Кърл. Резултатът от сътрудничеството им е отриването на C60 (бъкминстърфулерен), както и на фулерените като цяло, които са алотропна форма на въглерода. За откритието си тримата са удостоени с Нобелова награда за химия през 1996 г.
След близо десетилетие на изследвания на образуването на фулерените и синтеза на едноедрални металофулерени, Смоли се насочва към проучването на синтезите, катализирани чрез желязо. Последните му изследвания касаят въглеродните нанотръби. Вследствие работата си, Смоли основава компанията за нанотехнологии Carbon Nanotechnologies Inc. Той е отявлен скептик относно идеята за наноасемблерите на Ерик Дрекслер. От края на 1990-те години за застъпва за нуждата от евтина и чиста енергия, която описва като проблем номер едно за човечеството през 21 век.

## Личен живот
Смоли е женен общо четири път и има две деца. През 1999 г. е диагностициран с левкемия, от която умира в болница в Хюстън на 28 октомври 2005 г. По време на борбата си с рака приема християнството. След смъртта си е признат от Сената на САЩ за „баща на нанотехнологиите“.